# Coupe du Portugal de football 2008-2009
Navigation
2007-2008 2009-2010
La Coupe du Portugal de football 2008-2009 voit le triomphe du FC Porto en finale face au Paços de Ferreira (1-0).
C'est la quatorzième Coupe du Portugal remportée par le FC Porto. 

## Finale
| Entraîneur : |
| Paulo Sérgio |

| Entraîneur :      |
| Jesualdo Ferreira |

| Entraîneur : |
| Paulo Sérgio |

| Entraîneur :      |
| Jesualdo Ferreira |